# ÍR Reykjavík
Íþróttafélag Reykjavíkur (deutsch: Sportverein Reykjavik) ist ein isländischer Sportverein aus Reykjavik.

## Geschichte
ÍR Reykjavik wurde 1907 gegründet. Anfangs standen Turnen und Leichtathletik sowie später Handball im Vordergrund, während nebenher auch im Vorfeld der erst 1939 offiziell gegründeten Abteilung Fußball gespielt wurde. 1946 gewannen die Handballer mit der Meisterschaft den ersten nationalen Titel in einer Mannschaftssportart, als sie in der Úrvalsdeild den ersten Platz belegte.

## Basketball
Unter Vereinspräsident Finnbjörn Þorvaldsson gründete sich 1949 die Männer-Basketballmannschaft des Klubs, die zwei Jahre später Gründungsmitglied der Úrvalsdeild war und sich schnell als eine der führenden Mannschaften Islands etablierte. Nachdem ÍKF Keflavíkurflugvöllur die ersten beiden Meistertitel gewonnen hatte, zog die Mannschaft mit den Titelgewinnen 1954 und 1955 gleich. 1957 folgte der nächste Titelgewinn, ehe der Klub nach fünf Meisterschaften in Folge zwischen 1960 und 1964 zum isländischen Rekordmeister wurde. Mit dem Lokalrivalen KR Reykjavík kam in den folgenden Jahren ein neuer Konkurrent auf, der viermal in Serie Meister wurde. Zwischen 1969 und 1977 holte ÍR Reykjavik sieben Mal den Titel, konnte aber anschließend die Erfolge nicht fortsetzen und spielte in den 1980er und 1990er Jahren zeitweise nur noch zweitklassig. Nach der Verpflichtung von Borce Ilievski als Trainer kam es in der zweiten Hälfte der 2010er Jahre zu einem erneuten Aufschwung, der im Finaleinzug 2019 gipfelte. Gegen die dominierende Mannschaft von KR Reykjavík, die mittlerweile als Rekordmeister abgelöst hatte, ging die Best-of-Five-Finalserie trotz zwischenzeitlicher 2:1-Führung verloren. Nach dem Aussetzen der Meisterschaft 2020 aufgrund der COVID-19-Pandemie übernahm Friðrik Ingi Rúnarsson das Traineramt, unter dem der Erfolg und die erneuten Play-Off-Qualifikation ausblieb.
Die Frauen-Basketballmannschaft wurde kurz nach der Männermannschaft 1950 gegründet und gehört damit zu den Pionierinnen des Sports in Island. Auch sie gehörte 1952 zu den Gründungsmitgliedern der Úrvalsdeild kvenna, wo sie sich in der Anfangszeit mit Ármann Reykjavík  ein Duell lieferte und mit drei Titelgewinnen in Serie zwischen 1956 und 1958 zum damaligen Rekordmeister aufschwang. Bis 1975 gelangen insgesamt elf Meisterschaften, anschließend erlebte die Mannschaft ein ähnliches Schicksal wie die Männermannschaft und spielte zeitweilig nur zweitklassig. KR Reykjavík und Keflavík ÍF überflügelten sie nach Anzahl der Meisterschaften ab den 1980er Jahren.

## Fußball
Die Fußballmannschaft spielte lange Zeit nur unterklassig. Als Meister der viertklassigen 3. deild karla stieg die Mannschaft 1985 in die Drittklassigkeit und im folgenden Jahr in die Zweitklassigkeit auf. Hier kämpfte sie in den folgenden Jahren vornehmlich gegen den Abstieg und platzierte sich mehrmals auf dem letzten Nichtabstiegsplatz. Hatte sie im Vorjahr mit vier Punkten Vorsprung auf Völsungur Húsavík die Klasse gehalten wurde sie in der Spielzeit 1997 Vizemeisterin hinter Þróttur Reykjavík und stieg erstmals in die Besta deild auf. Mit einem Punkt Rückstand auf das rettende Ufer stieg sie hinter Valur Reykjavík und Mitaufsteiger Þróttur als Schlusslicht der Spielzeit 1998 direkt wieder ab. Nach zwei Jahren im mittleren Tabellenbereich rutschte der Klub wieder in den Abstiegskampf und verpasste am Ende der Zweitligasaison 2002 den Klassenerhalt.
Nach dem Wiederaufstieg 2009 spielten die Fußballer des ÍR Reykjavík bis zum erneuten Abstieg als abgeschlagenes Schlusslicht hinter Leiknir Reykjavík und Mitabsteiger Höttur Egilsstaðir am Ende der Spielzeit 2012 abermals zweitklassig. Zwischen 2017 und 2018 gelang die erneute Rückkehr, in der Folge etablierte sich die Mannschaft im mittleren Tabellenbereich der drittklassigen 2. deild karla.